# جوزيف إي. كيسي
جوزيف إي. كيسي (بالإنجليزية: Joseph E. Casey)‏ هو محامي وسياسي أمريكي، ولد في 27 ديسمبر 1898 في كلينتون في الولايات المتحدة، وتوفي في 1 سبتمبر 1980 في واشنطن العاصمة في الولايات المتحدة. حزبياً، نشط في الحزب الديمقراطي. وقد انتخب عضو مجلس النواب الأمريكي.